# Volkseigener Betrieb

Logotipo completo del VEB.

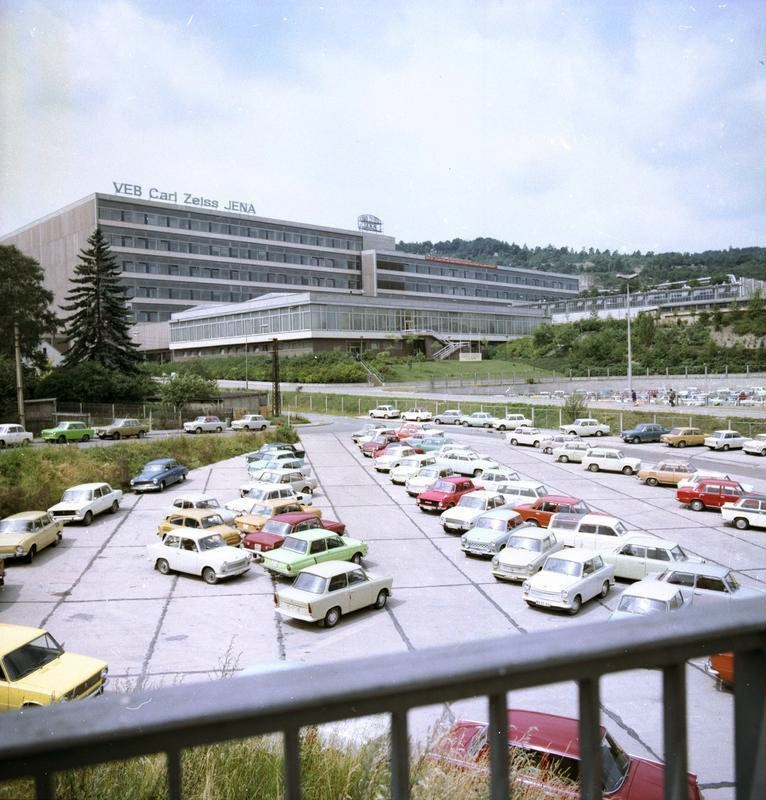
Edificio de la VEB Carl Zeiss Jena (1978)

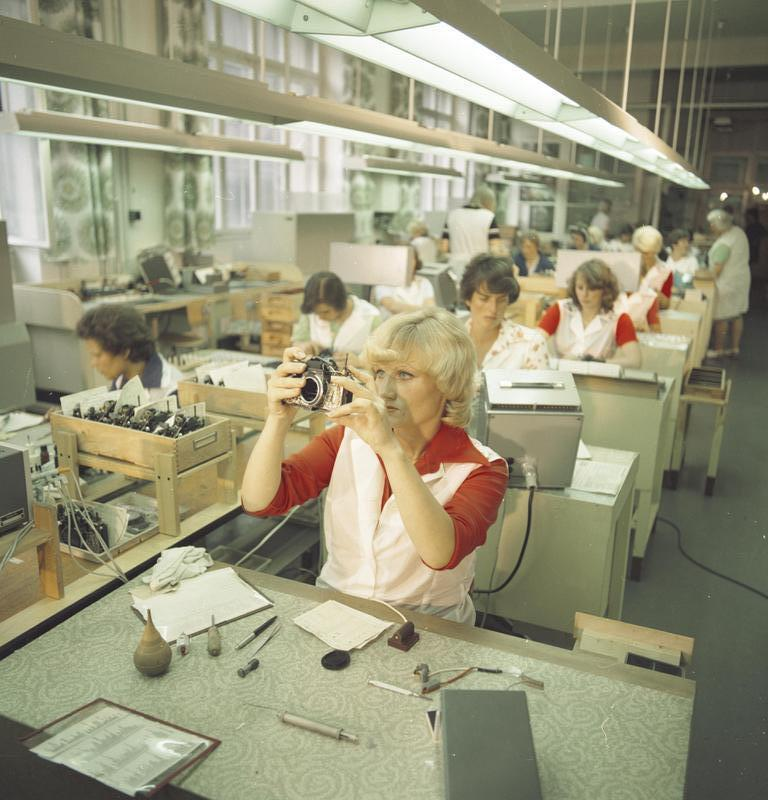
Línea de producción de la VEB Pentacon Dresden (1978).

La Volkseigener Betrieb (en español: empresa de propiedad popular, abreviado VEB) fue la forma jurídica predominante de las empresas en la zona de ocupación soviética y posteriormente en la República Democrática Alemana (RDA). Estas empresas pertenecían al Estado y constituían las unidades productivas básicas dentro de la economía planificada de la RDA. A menudo se agrupaban en combinados (Kombinate) dentro de las grandes cuencas industriales del país. 

## Historia
Las empresas de propiedad popular surgen en la zona de ocupación soviética tras la nacionalización masiva de empresas privadas entre 1945 y principios de los años 60 y la entrega en 1954 de unas treinta y tres empresas previamente tomadas por la URSS como reparaciones de guerra.
En 1989, las VEB empleaban al 79,9 % de la población activa de Alemania del Este. Después de la reunificación alemana en 1990 y la transición de la antigua Alemania Oriental a una economía de mercado, las empresas públicas pasaron a ser administradas por la agencia fiduciaria Treuhandanstalt y privatizadas (vendidas), transferidas a propiedad municipal o clausuradas entre 1990 y 1995.

## Administración
El director gerente de una VEB se llamaba "director de planta" (en alemán Werkleiter, Werkdirektor o Betriebsdirektor). Estaba asistido en sus funciones por el primer secretario de la organización del partido de la fábrica (Betriebsparteiorganisation) del Partido Socialista Unificado de Alemania (SED) y el presidente del sindicato de la fábrica (Betriebsgewerkschaftsleitung). Subordinados a ellos estaban puestos como el del "jefe de contabilidad" y el "director técnico".
En un principio, las VEB se integraron verticalmente en unidades denominadas "Asociaciones de Empresas de Propiedad Popular" (Vereinigung Volkseigener Betriebe, VVB). Todas ellas fueron reemplazadas en 1979 por los "combinados de VEB" (VEB Kombinate). Bajo este sistema, el término "Kombinate" solía omitirse, con lo que las siglas "VEB" por sí solas hacían referencia a todo el conglomerado. La organización de todas las empresas estatales era responsabilidad de la Comisión Estatal de Planificación.
Las VEB tenían a menudo equipos deportivos y desempeñaban un papel importante en la promoción del deporte entre sus empleados.

## Ejemplos
En general, el nombre de la VEB iba acompañado del de la ciudad de producción, y muchas veces se le añadía un nombre honorífico, como, por ejemplo, VEB Kombinat Chemische Werke "Walter Ulbricht" Leuna.
- VEB Automobilwerk Eisenach (producción de automóviles, especialmente el Wartburg)
- VEB Carl Zeiss Jena (óptica y material fotográfico)
- VEB Filmfabrik Wolfen (películas fotográficas, más conocidas por la marca Orwo)
- VEB Lebensmittel Bautzen (industria agroalimentaria)
- VEB Narva Kombinat Berliner Glühlampenwerk (bombillas)
- VEB Robotron (material electrónico e informático, máquinas de escribir)
- VEB Sachsenring Automobilwerk Zwickau (producción de automóviles, especialmente el Trabant)